# 4号加利福尼亚州州道
4号加利福尼亚州州道（California State Route 4）是一条东西走向的加利福尼亚州州级公路，全长317公里，西起海克力斯接123号加利福尼亚州州道（CA 123），在舊金山灣區接80号州际公路（I-80），在康科德接680号州际公路（I-680），东至馬克利維爾接89号加利福尼亚州州道（CA 89）。